# 川副圭太
川副 圭太（かわぞえ けいた、1999年4月10日 - ）は、熊本県宇土市出身で、伊勢ヶ濱部屋（入門時は宮城野部屋）所属の現役大相撲力士。本名同じ。身長173.0cm、体重117.0kg。最高位は東十両13枚目（2023年7月場所 - 9月場所）。
尊敬する力士は白鵬、同郷の先輩天鎧鵬。 いわゆる「花のイチイチ組」の1人。 2023年7月場所から2024年3月場所までの旧四股名は輝鵬 智貴（きほう ともたか）。

## 来歴
保育園の時に出場した相撲大会で女子に投げられたことがきっかけとなり、「この子に勝つまでは絶対に相撲を辞められない」との思いから、宇土市立花園小学校1年次から地元の宇土少年相撲クラブに通い始めた。宇土市立鶴城中学校3年次に全国都道府県中学生相撲選手権大会軽量級優勝、白鵬杯個人優勝を経験。文徳高校では2年次に国民体育大会相撲競技少年の部個人優勝、全国高等学校相撲選抜大会100kg級優勝、3年次に宇佐大会団体優勝の実績を残した。日本大学文理学部体育学科時代は3年次に全国学生相撲個人体重別選手権大会無差別級優勝、4年次に全国学生相撲選手権大会個人優勝（学生横綱）など全部で4の個人タイトルを獲得した。
大学卒業後は13代宮城野（元横綱・白鵬）の誘いで大相撲の宮城野部屋に入門。大学4年次に右アキレス腱部分断裂などの負傷をしていた影響から、初土俵は大学卒業から半年後の2022年9月場所となった。2021年度の学生横綱であるため、2022年7月28日の日本相撲協会理事会で幕下15枚目格付出での入門が承認された。
初土俵の場所は、2日目（1番相撲）に大関経験者の朝乃山に敗れて黒星でのデビューとなった。4日目（2番相撲）の西乃龍戦で初白星を挙げ、14日目（7番相撲）の北天海戦で勝ち越しを決めた。成績次第で関取昇進が見える西幕下3枚目に番付を上げた2023年3月場所は初日の1番相撲から4連勝で勝ち越し。4番相撲での勝ち越しは自身初。しかし残りを3連敗して場所を4勝3敗で終え、場所後の番付編成会議では十両昇進は見送られた。5月場所は11日目の6番相撲で勝ち越しを決め、この時点で十両昇進が濃厚視されることとなった。5月31日に開かれた番付編成会議で、7月場所の新十両昇進が正式に発表された。新十両を機に、四股名を「アマチュア時代のように大相撲でも輝く力士になってほしい」という思いが込められた「輝鵬」に改名し、下の名も両親の名前から1字ずつ取った名前の「智貴」に改名した。この場所は11日目まで7勝4敗であったが、その11日目の天空海戦で浴びせ倒しに敗れた時に左足親指を痛め、車いすで相撲診療所へ運ばれた。12日目から休場となったが、この時点で「既に7勝で十両残留は確実」と報じられた。初めて髷を結って迎えた翌9月場所は東十両13枚目に据え置きとなり、9日目時点で4勝5敗だったが、10日目の千代丸戦で脚を痛め、11日目幕下英乃海との取組には出場したものの敗れ、12日目から途中休場、4勝8敗3休に終わり、十両在位2場所で幕下へ陥落となった。11月場所はリスフラン関節靱帯の再建手術に踏み切り、自身初の全休で来場所は初土俵の場所よりも低い番付に下げることが確定的となった。
2024年3月28日、日本相撲協会の理事会で宮城野部屋は同年4月以降無期限で伊勢ヶ濱一門預かりとなり、宮城野部屋に所属する全員が同一門の伊勢ヶ濱部屋に転籍することを決定した。同年5月場所から四股名を入門当初の川副に戻した。その5月場所は、復帰戦として13日目に1番だけ相撲を取って白星を挙げ、序二段に番付を下げた7月場所で皆勤して6勝1敗の成績を修めた。翌9月場所は7戦全勝で三段目優勝。しかし、11月場所は1番相撲に勝っただけで2番相撲から再び休場した。2025年は、1月場所は5勝2敗、3月場所も6勝1敗と勝ち越したが、東幕下16枚目まで番付を戻した5月場所で途中休場を挟みながらの1勝4敗2休となり、7月場所は全休した。

## 取り口
軽量ながら立合いは胸を出す右差し狙いが大半で、相手に組まれてもうっちゃりがある。
一方土俵際で残し過ぎる面もあり、2022年9月場所2日目の1番相撲では海老反りになってから背中から倒れる相撲を12代芝田山（元横綱・大乃国）から「こういう相撲を取るのはプロじゃなくてアマチュアなんですよ。プロはあそこまでいったら危ないと思って力を抜くというか、あそこまで粘らないですね」と指摘された。
貴闘力はうっちゃりを評価しつつも「炎鵬の力が強い版みたいな」とパワーを一定程度認めている。
2023年7月場所10日目には187kgの大奄美を吊り上げる力相撲を見せた（決まり手は寄り切りで白星）。

## 人物
- 身長は2022年8月24日の新弟子検査時点で166cmであり、新弟子検査の合格基準（167cm以上）を満たしていないが、付出資格を持っている場合は体格不問とされる（身長と体重の計測は行われる）ため、合否に影響はなかった。川副は新弟子検査の後に「そのために付け出し取ったようなものなので」とコメントを残している[26]。なお大学時代は173cmを公称としていた[27]。2023年2月の身長計測では175cmを記録したが、本人にその実感はなく「165cm」との言い間違いの可能性を指摘した。3月場所の番付発表後に日本相撲協会公式サイトのプロフィールも175cmに更新されたが、後に番付発表前の167cmに戻された[28]。
- プロ野球選手の村上宗隆とは高校時代に交流を持っていた。川副のいとこが村上と同じ九州学院高校に通っていたことや、文徳高校と九州学院高校野球部のグラウンドが近かったことから、高校時代には駅まで会話を交わすことがあったという[1]。
- 新十両の場所は新しい締め込みの準備が間に合わず、部屋付きの親方の石浦が現役時代に使用していた金色の締め込みを着用し、翌場所から自身の銀色の締め込みに変更している[29]。
- 同部屋の草野とは保育園の頃からの幼なじみ。共に宇土市立花園小学校、宇土市立鶴城中学校、文徳高校、日本大学と同じ道を歩んだ[30]。
- 協会公式プロフィールによると、好きな歌手はかりゆし58、趣味は音楽鑑賞、好物はエビ、カニ、好きな漫画は『バチバチ』、好きなテレビ番組は『全力!脱力タイムズ』[31]。
- 目標とする力士は19代朝日山（元関脇・琴錦）で、彼のような速攻相撲を理想としているという[32]。
- 嫌いな食べ物はホルモン、ラーメン（特にトンコツは匂いがダメ）[32]。
- 好きな酒は焼酎、日本酒。嫌いな酒は芋焼酎（匂いが嫌い）[32]。
- 好きなYouTube動画はASMR[32]。

## 主な成績
2025年7月場所終了現在

### 通算成績
- 生涯戦歴：61勝33敗48休（18場所）

### 各段優勝
- 三段目優勝：1回（2024年9月場所）

### 場所別成績
| | 一月場所 初場所（東京） | 三月場所 春場所（大阪）   | 五月場所 夏場所（東京） | 七月場所 名古屋場所（愛知） | 九月場所 秋場所（東京） | 十一月場所 九州場所（福岡） |
| --- | ----------------------- | ------------------------- | ----------------------- | --------------------------- | ----------------------- | --------------------------- |
| 2022年 （令和4年） | x                       | x                         | x                       | x                           | 幕下付出15枚目 4–3      | 東幕下13枚目 5–2            |
| 2023年 （令和5年） | 東幕下7枚目 5–2         | 西幕下3枚目 4–3           | 西幕下筆頭 5–2          | 東十両13枚目 7–5–3          | 東十両13枚目 4–8–3      | 東幕下2枚目 休場 0–0–7      |
| 2024年 （令和6年） | 西幕下42枚目 休場 0–0–7 | 東三段目23枚目 休場 0–0–7 | 東三段目84枚目 1–0–6    | 西序二段23枚目 6–1          | 西三段目51枚目 優勝 7–0 | 西幕下29枚目 1–0–6          |
| 2025年 （令和7年） | 東幕下60枚目 5–2        | 東幕下39枚目 6–1          | 東幕下16枚目 1–4–2      | 東幕下41枚目 休場 0–0–7     | x                       | x                           |
| 各欄の数字は、「勝ち-負け-休場」を示す。 優勝 引退 休場 十両 幕下 三賞：敢=敢闘賞、殊=殊勲賞、技=技能賞 その他：★=金星 番付階級：幕内 - 十両 - 幕下 - 三段目 - 序二段 - 序ノ口 幕内序列：横綱 - 大関 - 関脇 - 小結 - 前頭（「#数字」は各位内の序列） |                         |                           |                         |                             |                         |                             |

## 改名歴
- 川副 圭太（かわぞえ けいた）2022年9月場所 - 2023年5月場所
- 輝鵬 智貴（きほう ともたか）2023年7月場所 - 2024年3月場所
- 川副 圭太（かわぞえ けいた）2024年5月場所 -